# Melone Galia

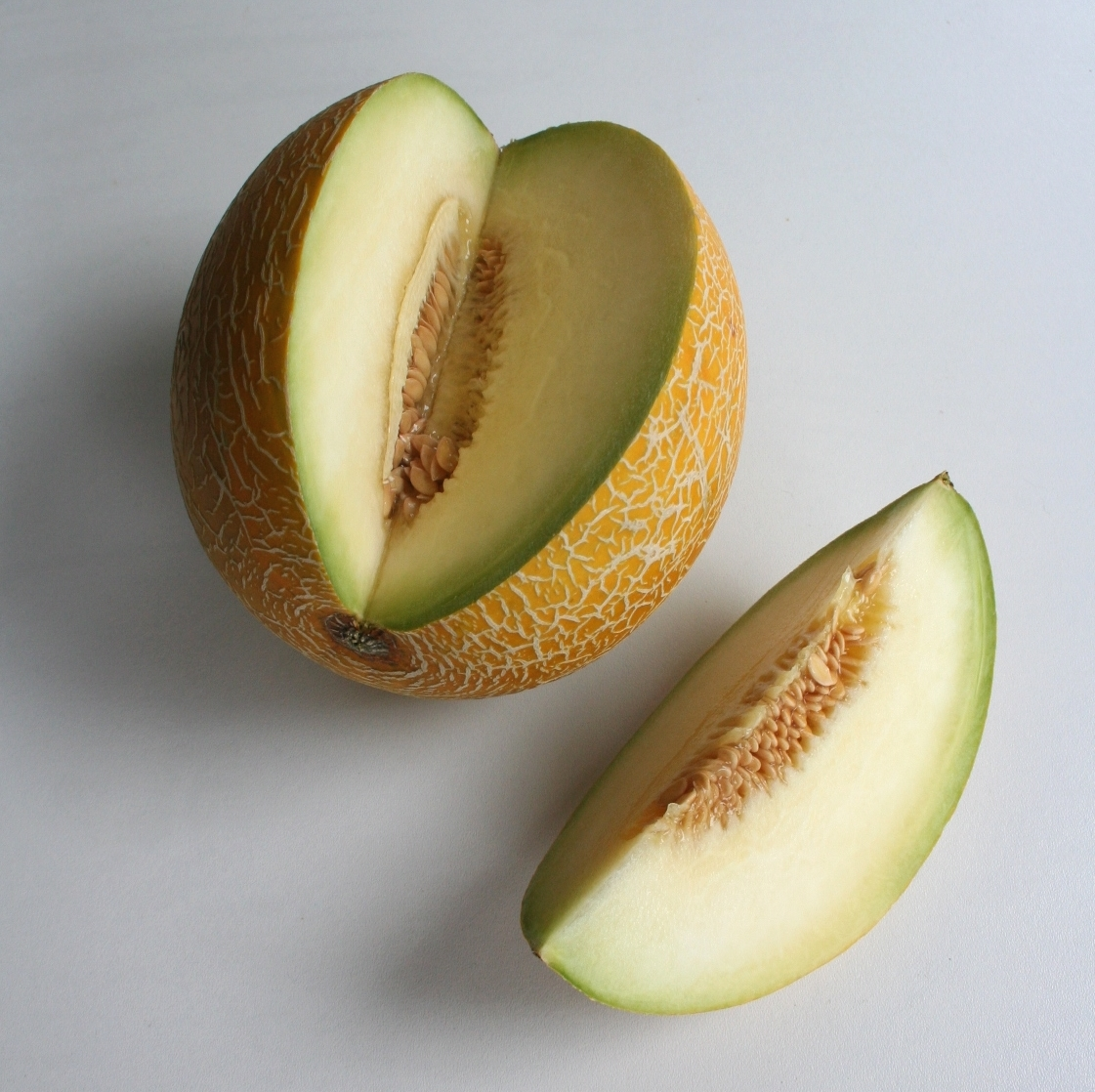
Cucumis melo var. reticulatus

Il Melone Galia, conosciuto nel sud-est asiatico con il nome Sarda, è un ibrido F1 originato da un incrocio tra la cultivar di melone verde-carne 'Ha-Ogen' e la cultivar di melone retato 'Krimka'.
La varietà è stata sviluppata in Israele presso il Ne´ve Yaar Research Center of the Agricultural Research Organisation dal 'breeder' Dr. Zvi Karchi e rilasciata nel 1973. il melone Galia prende il nome dalla figlia di Karchi, il cui nome significa "onda di Dio" in ebraico.
Il peso si aggira intorno al chilogrammo, ha una forma arrotondata, una rete densa di rughe sulla buccia che a piena maturazione diventano gialle; è dolce (il tenore in saccarosio cresce nel corso dello sviluppo) e aromatico, con aroma e sapore speciali e un contenuto molto elevato di solidi solubili (sono possibili valori fino a 18° brix, sebbene il valore minimo per considerarlo commercialmente maturo sia di 11° brix).
Criteri di raccolta: la maturazione è misurata dalla morbidezza allo stelo in piccola parte, ma soprattutto dal colore e dalla fragranza. 
A temperatura ambiente, in un posto asciutto e ventilato, il melone Galia si conserva bene, ma, dopo il taglio, i pezzi non consumati devono essere avvolti e refrigerati per preservare il gusto.
La coltivazione della varietà Galia non risulta particolarmente complessa. La varietà è attualmente  coltivata in Algeria, Brasile, Guatemala, Portogallo, Spagna, Marocco, regioni sudamericane, Costa Rica, Panama, Honduras, Grecia, Turchia, Israele ed Egitto.